# Била (Ђурђу)
Била (рум. Bila) насеље је у Румунији у округу Ђурђу у општини Скиту. Oпштина се налази на надморској висини од 63 m.

## Становништво
Према подацима из 2002. године у насељу је живело 569 становника, од којих су сви румунске националности.